# José Moreno Hernández
José Moreno Hernández (*7. srpna 1962 v French Camp, stát Kalifornie), americký inženýr a kosmonaut. Ve vesmíru byl jednou.

## Život

### Studium a zaměstnání
Absolvoval střední školu Franklin High School v Stocktonu. Vysokoškolské vzdělání získal na University of the Pacific a University of California (Santa Barbara). Dostudoval v roce 1986.
Dalších patnáct let byl zaměstnán v firmě Lawrence Livermore National Laboratory v Livermore.
V roce 2001 změnil zaměstnavatele, nastoupil k NASA v Houstonu. O tři roky později zde absolvoval výcvik budoucích kosmonautů, od roku 2006 byl členem tamního oddílu astronautů. Zůstal zde do ledna 2011.
Oženil se, jeho manželkou je Adela, rozená Barraganová.
Jeho životním příběhem byl inspirován celovečerní film "Milion mil daleko" (2023)

### Lety do vesmíru
Na oběžnou dráhu se v raketoplánu dostal jednou ve funkci letový specialista, pracoval na orbitální stanici ISS, strávil ve vesmíru 13 dní, 20 hodin a 54 minut. Byl 501 člověkem ve vesmíru.
- STS-128 Discovery (29. srpen 2009 – 12. září 2009)